# Нивально-гляциальная зона

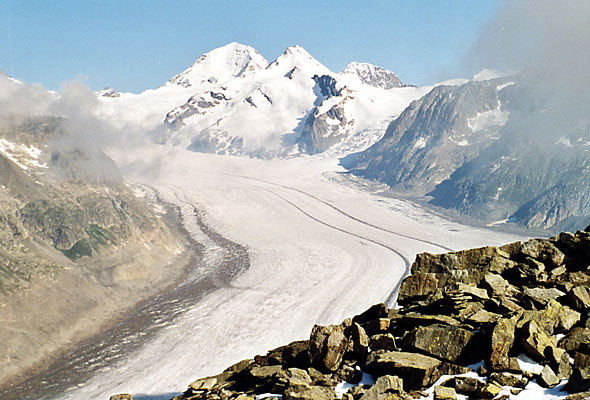
Нивально-гляциальная зона Большого Алечского ледника в Швейцарских Альпах. На заднем плане — вершина Юнгфрау

Нивально-гляциальная зона (пояс) — самый верхний ландшафтно-климатический пояс в горах. Он расположен обычно выше снеговой линии, хотя из-за метелевой и лавинной концентрации снега, а также выдвижения ледниковых языков на более низкие гипсометрические уровни участки нивально-гляциальной зоны можно встретить и ниже границы питания ледников.
В полярных и субполярных областях эта зона часто опускается до уровня моря и даже ниже (у некоторых секторов края Антарктического ледникового покрова). Во внутриконтинентальных областях нивально-гляциальная зона занимает самое высокое положение. Так, в аридных горах Центральной Азии, а также в южноамериканских Андах этот пояс поднимается иногда выше 6500 м над уровнем моря.
Для нивально-гляциальной зоны характерны нивально-гляциальные климаты и, соответственно — наличие нивально-гляциальных систем, то есть многолетних запасов снега, фирна и льда — преимущественно, в составе ледников. В целом нивально-гляциальной зоне присуще сочетание снежников и ледников с выходами коренных пород, осыпями, курумами. Здесь интенсивно происходят процессы физического, главным образом морозного, выветривания.
Органический мир беден, однако довольно экзотичен. В высокогорье нивально-гляциального пояса можно встретить снежных барсов (ирбисов), медведей, горных баранов — текё и т. д. Почвы на открытых от снега и льда поверхностях примитивные, скелетные, или отсутствуют вовсе.